# فرودگاه تمورا
فرودگاه تمورا  (به انگلیسی: Temora Airport) یک فرودگاه با کد یاتا TEM است که یک باند فرود آسفالت دارد و طول باند آن ۲۰۴۰ متر است. این فرودگاه در کشور استرالیا قرار دارد و در ارتفاع ۲۸۰ متری از سطح دریا واقع شده است.